# ポンコツちゃん検証中
『ポンコツちゃん検証中』は福地翼による日本の漫画。『週刊少年サンデー』（小学館）にて2019年21・22合併号から2021年34号にかけて連載された。
福地の作品としては初めて少女を主人公に据えた、バトルシーンを一切省いたコメディとなっている。話数表記は「検証その○」。

## あらすじ
男子高校生の水戸要は、父親譲りの目つきの悪さと、母親譲りのぶっきらぼうな話し方で誰にも頼られることがなかった。しかし、ある日突然能力者になった女子高校生の夢咲舞落に手伝いを頼まれる。その内容は、一年後に来る巨大隕石から地球を守るために、毎日神様から与えられる日替わりの能力を検証するというものであった。2人はどの能力を使えば地球の滅亡を防げるのかを知るため、毎日検証を続けていく。

## 登場人物
夢咲 舞落（ゆめさき ひらり）
本作のヒロイン。三泥高校1年生。関西弁で話す。
ある日「神様」なる存在に「日替わり能力」を与えられ、1年後に人類を滅亡させる隕石を止めるためにはどの能力をどう使えばいいのか毎日検証するよう言われる。しかし、かなりのポンコツで、大抵の能力を使いこなせずトラブルを引き起こしている。
水戸 要（みと かなめ）
本作の主人公。三泥高校1年生で、舞落の隣のクラスに在籍している。
父譲りのツリ目と母譲りのぶっきらぼうな口調が災いして、人から頼られたことがなかった。「一度でいいから誰かに頼られたい」と願う中、舞落に能力検証のパートナーになることを頼まれ、協力することになる。
各能力についてノートに細かくメモするなど、真面目な性格である。また、どんなものでも長所を発見できるという優しさももつ。
小さい頃、タヌキに噛まれたことがあり、イラストやぬいぐるみにすら恐怖を感じるほど苦手。
雨坂 凛（あめさか りん）
三泥高校1年生。
"指摘癖"が直らず、皆から影で　"女版 水戸要"と恐れられていた。美化委員で水戸と一緒になったことをきっかけに、水戸に恋心を抱くようになった。
和倉 杏子（わくら あんず）
三泥高校1年生。
夢咲の親友。
夢咲 誇（ゆめさき ほこる）
舞落の弟。
夢咲 みのり（ゆめさき みのり）
舞落の母。
夢咲 熟（ゆめさき じゅくす）
舞落の父。
水戸 心（みと こころ）
要の妹。芸能リポーター志望。
水戸 真琴（みと まこと）
要の母。
神様
夢咲に日替わり能力を授けた謎の存在。
湯川 秀逸（ゆかわ しゅういつ）
水戸の親友。妹の梓をこよなく愛するシスコン。
湯川 梓（ゆかわ あずさ）
秀逸の妹。
内海ひかる / 星塚昼
検証その34に登場した漫画家。水戸が10年以上の大ファンであり、検証その49では、雨坂もファンであることが発覚する。「星塚昼」という別名義の作品もある（検証その49より）。
『ガラスの猫』
検証その34で、夢咲がカナダのイエローナイフのオーロラを見に行こうとしたきっかけの漫画。検証その49でも名前があがっている。略称は『ガラ猫』。
『ミワコは海を翔ける』
検証その49で水戸が名前をあげている漫画。
『うしろ髪ひかれて』
検証その49で雨坂が名前をあげている漫画。水戸によると初期短編の名作。
『アホウドリあとのまつり』
検証その49で雨坂が名前をあげている漫画。水戸によると唯一のギャグマンガ。
『うたかたの夜』
検証その49で雨坂が名前をあげている漫画。水戸が全巻初版持っている漫画。
『待っててセゾン』
検証その49で雨坂が名前をあげている漫画。雨坂によると、内海が「星塚昼」という別名義で描いた漫画で、内海は原作のみ担当で、作画は別の漫画家が担当している。
『ガラ猫』のチャーリーというキャラの原型となったキャラクターが登場している。
『パーフェクトシード』
検証その51で、水戸が雑誌の切り抜きを持ってきた単行本未収録の漫画作品。

## 日替わり能力
夢咲が神様から授かった超能力。次の日になると使えなくなり、すぐに別の能力が宿る。
能力の内容は神様がスマホのメールで通知する。
ドローン化の能力
検証その1で登場。手で触った部分から4機のローターを生やす。人体にも適用する。能力者が集中すればローターを操る事も可。
プリン化の能力
検証その2で登場。手で触ったものをプリンに変える。プリンにしたものは元に戻す事も可能だが、元通りに戻せるかは能力者次第。
検品（スキャン）能力
検証その3で登場。バーコードリーダーでスキャンしたものを解析する。他者はおろか能力者自身の個人情報すら読み取って表示してしまう。
巨大化（肥大化）能力
検証その4で登場。念じる事で対象を大きくする。
分裂
検証その5で登場。分裂したものは体質が半分になり、性質が偏る。ペンを分裂させた場合、片方のペンは線が書けなくなっていた。
スライド能力
検証その6で登場。手で触れる事無く対象を滑らせる様に動かす。
そわそわすると浮き足立つ能力
検証その7で登場。舞落がそわそわすると浮かぶ。
手を磁石にする能力
検証その8で登場。舞落がくしゃみをすると舞落と水戸の手が磁石し、くっつく。再び舞落がくしゃみをすると離れる。
物体の水化
検証その9で登場。物体を水に変えることができる。元に戻すことも可能。この能力の検証の前日（手を磁石にする能力検証時）、「検証が順調なのでミッション（課題）をしてもらうことになった」事が伝えられ、当日、神様に砂漠へ飛ばされ、「鍵をもつトカゲを捕まえる」というミッションを課された。
心が弾むと体が弾む能力
検証その10で登場。夢咲自身は、恋占いが当たるためそれどころではなかった。
照れると顔から火を吹く
検証その11で登場。
酔いどれパンダの能力
検証その12で登場。パンダの遊具が出現し、それに乗ると酔っ払う。同時に出現する水飲み場の水を飲むと酔いが覚める。
動揺すると体が揺れる
検証その13で登場。
タヌキ化の能力
検証その14で登場。タヌキに変身する。
サイコメトリー
検証その15で登場（七夕の時期）。物に込められた想いを読み取る。
夢うつつになる能力
検証その16で登場。神様から送られてきた抱き枕を抱いて横になると夢うつつになり、なんでも素直に話すようになる。
千里眼
検証その17で登場。遠くまで見渡したり、透視をすることができる。
無敵
検証その18で登場。テンションMAXになると無敵になる。テンションは頭上に現れるメーターで確認できる。
ウサ耳の能力
検証その19で登場。能力を使うとウサギの耳が生えてきて、遠くの声が聞き取れる。離れた教室の話し声を聞くことも可能。
モヤモヤすると雲ができる能力
検証その20で登場。できた雲からは雨や雪が降ることもある。
論破する能力
検証その21で登場（夏休み前日）。能力で発現したメガネをかけることで相手を論破することのできる能力。
魅力的に見える能力
検証その22で登場。半径10メートル以内の人物を魅了する能力。検証その29～その31では、さらに動物（クマやイルカなど）も魅了できる事が発覚した。
目を泳がせる能力
検証その23で登場。かわいい水着を着て見せることで、相手の目を泳がせる能力。
他人の意識を乗っとる能力
検証その24～その26で登場。使用した夢咲本人は、無防備な気絶状態になってしまう。珍しく話をまたがった能力となった。
食べたものを消滅させる能力
検証その27で登場。
温度調節能力
検証その28で登場。怪談話で怖がらせる事で寒くする能力。逆に怪談話に失敗すると暑くなる。
- 検証その29～その31（単行本3巻の巻末まで）は、これまでの能力を全て使える状態で、無人島から脱出するミッションとなっている。前半部分の能力のおさらいともなっているが、「検品」「巨大化（肥大化）」「そわそわすると浮き足立つ」「物体の水化」「動揺すると体が揺れる」「タヌキ化」「無敵」「論破する能力」「目を泳がせる能力」「他人の意識を乗っとる能力」は使用されていない。また、無人島にある古代遺跡により、古代にも同様に神によりポンコツな少女に日替わり能力な与えられ、それを一緒に検証する仲間がいた事が明かされた。

弱気を吹き飛ばす扇風機の能力
検証その32で登場。弱気を吹き飛ばす特殊な扇風機を発現する能力。
よいしょすることでどんな重い物でも持ち上げる能力
検証その33で登場。作中、物に対して使用しているが、夢咲のイメージでは人間にも有効。
写真をワープホールに変える能力
検証その34～その35で登場。
10倍速で動ける能力
検証その36で登場。人に頭をなでてもらうと解除できる。
2人の力をあわせて浮力を上げる能力
検証その37で登場。手をつなぐなどにより浮力を上げる能力。
ニュース速報の能力
検証その38で登場。夢咲の情報が頭上にニュース速報として流れる能力。
自撮り蛍の能力
検証その39～その41で登場（夏休みの終わり時点）。カメラ機能が搭載された蛍により自撮りする能力。何匹でも出す事ができ、空を飛び光を発するため自撮り以外に居場所を伝えたりと応用の効く能力。
この検証には、タイトル通りの写真を撮り「思い出アルバム」を完成させるというミッションも課せられていた（出来なければ、2人の夏休みの宿題を白紙にするというペナルティ付き）。
他人の喋り方を変える能力
検証その42に登場（二学期の開始時点）。夢咲はこの能力で水戸を周囲に馴染ませようとした。
- 検証その43は、「雨坂凛の悩み事」というサブタイトル通り、初登場の雨坂を主体とした話のため能力は登場していない。ただし、検証その44と同日のかのような演出がとられている。

しりとり具現化の能力
検証その44に登場。しりとりで出たものを具現化する能力。水戸は、応用が効く能力のため隕石対策に役立つものが出せそうと思う反面、危険な能力のため夢咲が使用する前に、何を出すか決めておいた方がいいと考えていた（実際、水戸の指摘がなければ、ゴリラやクマやクジラを出そうとしていた）。
- 検証その45も、雨坂を主体とした話のため能力は登場していない。

声をしょぼん玉に閉じ込める能力
検証その46に登場。水戸は、この能力で隕石の避難勧告ができるかもと想像していた。
同作者の『うえきの法則』に登場する宗屋ヒデヨシも「声を似顔絵にする能力」という声を変換する能力を使用していた。ただし、夢咲の能力の場合、声というより思いをしゃぼん玉に閉じ込める能力であり、夢咲や水戸の本心がもれてしまっていた。なお、思いが強いと声も大きくなる。
- 検証その47も、雨坂を主体とした話のため能力は登場していない。

罪悪感を吸いとる能力
検証その48に登場。罪悪感を吸いとることで、歯止めが効かなくなるという反動がある。
- 検証その49も、雨坂を主体とした話のため能力は登場していない。

人を犬に変える能力
検証その50に登場。リードを付けた人が犬の能力を得ることができる能力。夢咲自身も犬化することが可能。
同作者の『サイケまたしても』では、人を猫に変える能力が登場していた。猫化は時間経過ととともに猫化が進んでいたが、本作の犬化も時間経過とともに、（夢咲の感覚のみではあるが）ボールをキャッチしたり、「ワン」とだけ話すなど、水戸の犬化が進んでいたと感じられていた。
- 検証その51～その53も、雨坂を主体とした話のため能力は登場していない。ただし、作中のセリフから、検証その49の翌日（検証その53は作中1日経過するため、途中から明後日）ということが読み取れる。

乾燥させて縮小化する能力
検証その54に登場。出現させたドライヤーにより乾燥させると、縮小化する能力。水を500mlかけると元に戻る。
同作者の『うえきの法則+』に登場するネクロマンも、「「ドライヤー」に「渦（トルネ）」を加える能力」というドライヤーを使った能力を使用していた。また、同作者の『アナグルモール』に登場するクワトロールも「小型化（コルト）」という能力が登場していた。
記憶の引き出しを開ける能力
検証その55に登場。
- 検証その56も、雨坂を主体とした話のため能力は登場していない。

肩書きスロットの能力
検証その57に登場。能力を使った対象の額に、肩書きが出現。ボタンを押すことで、「友達」から「兄」や「弟」など肩書き（関係性）も変わる。なお、水戸の様子を見る限り、能力の発動中は、対象の記憶はその肩書きの通りに書き換えられる模様。
緊張する能力
検証その58に登場。緊張する場を作る（緊張するような状況になる幻覚を見る）能力。夢咲の場合、使用とともに5人のチャラい色黒の水戸が現れた（なお、これらは本人にしか見えず、近くにいた水戸には視認できなていなかった）。
- 検証その59も、雨坂を主体とした話のため能力は登場していない。
- 検証その60～その65（単行本6巻の巻末まで）は、体育祭当日、これまでの能力を全て使える状態で、モンスターを退治するミッションとなっている。無人島脱出のミッションと異なり、モンスターとの戦闘は一部を除いて割愛されているため、どの能力が使用されていないのかは不明となっている。

会話が漫才になる能力
検証その65に登場。ただし、水戸の検証ではなく雨坂との会話で使用したのみのため、どの程度が能力の範疇なのかは不明（両者ともボケ（天然）・ツッコミ（指摘癖）のため）。
歌が心に伝わる能力
検証その66に登場。心だけでなく身体にまで影響を及ぼしていたが、演奏する側になれば軽減される。
- 検証その67も、雨坂を主体とした話のため能力は登場していない。

## 書誌情報
- 福地翼『ポンコツちゃん検証中』 小学館〈少年サンデーコミックス〉、全10巻
  1. 2019年9月18日発売[2]、ISBN 978-4-09-129327-5
  2. 2019年11月18日発売[3]、ISBN 978-4-09-129439-5
  3. 2020年1月17日発売[4]、ISBN 978-4-09-129548-4
  4. 2020年4月16日発売[5]、ISBN 978-4-09-850067-3
  5. 2020年7月17日発売[6]、ISBN 978-4-09-850165-6
  6. 2020年10月16日発売[7]、ISBN 978-4-09-850272-1
  7. 2021年1月18日発売[8]、ISBN 978-4-09-850383-4
  8. 2021年4月16日発売[9]、ISBN 978-4-09-850517-3
  9. 2021年7月16日発売[10]、ISBN 978-4-09-850630-9
  10. 2021年8月18日発売[11]、ISBN 978-4-09-850688-0

## ポンコツちゃん紹介中
「サンデーうぇぶり」にて、2019年9月13日から同年9月18日まで連日連載されたサンデーうぇぶり限定の短期集中作品。
うぇぶりの漫画を紹介するという内容で、5作品が紹介された。
| タイトル                   | 作者                      | 他タイトルの上がった作品         |
| -------------------------- | ------------------------- | -------------------------------- |
| あそこではたらくムスブさん | モリタイシ                | いでじゅう! ラジエーションハウス |
| パパは漫才師               | シャンプーハットこいで    |                                  |
| ないしょの京子姉さん       | 葛西尚                    |                                  |
| 死神坊ちゃんと黒メイド     | 井上小春 （現：イノウエ） |                                  |
| ヌけない聖剣ちゃん         | くまのきゅう              |                                  |